# Xã Freedom, Quận Polk, Arkansas
Xã Freedom (tiếng Anh: Freedom Township) là một xã thuộc quận Polk, tiểu bang Arkansas, Hoa Kỳ. Năm 2010, dân số của xã này là 482 người.